# 란스크로나시

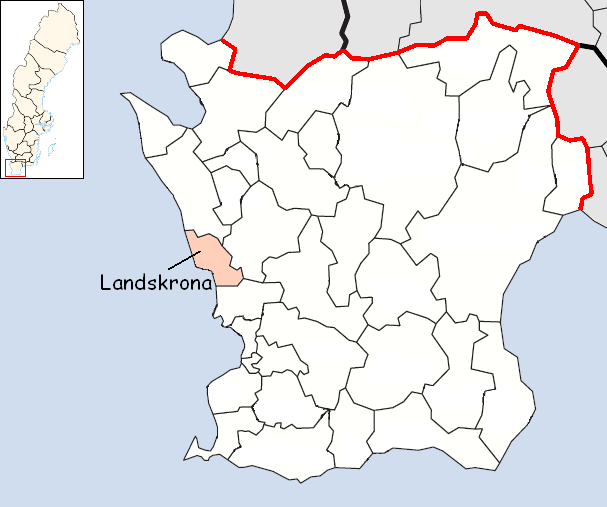
란스크로나 시의 위치

란스크로나시(스웨덴어: Landskrona kommun)는 스웨덴 스코네주에 위치한 지방 자치체로 행정 중심지는 란스크로나이며 면적은 302.49km2, 인구는 41,511명(2010년 기준), 인구 밀도는 140명/km2이다.

시 문장

## 같이 보기
- 스웨덴의 지방 자치체